# Heinrich Ignaz Biber
Heinrich Ignaz Franz Biber (Stráž pod Ralskem, 1644. augusztus 12. – Salzburg, 1704. május 3.) cseh-salzburgi zeneszerző, hegedűművész.

## Élete
Biber 1644-ben a csehországi Vartenberkben született. Zenei alapjait a helyi tanító-kántor-orgonistánál szerezte. 1660-tól Troppauban (Opava) a jezsuitákhoz járt (egyebek mellett a cseh barokk zene kiválóságával, Pavel Josef Vejvanovskýval együtt). Mesterei közé tartozott többek között Johann Heinrich Schmelzer és a bécsi udvari karnagy, Antonio Bertali is. 1668-ban Biber az olmützi érsek szolgálatába állt, majd 1670-ben váratlanul Salzburgba távozott, ahol a hercegérsek szolgálatába szegődött. 1678-ban segédkarmesteri stallumot kapott, majd 1684-ben, Andreas Hofer karnagy halála után karmesterré nevezték ki. Zseniális hegedűvirtuóz hírében állt, zeneszerzői életműve ugyancsak rendkívüli megbecsülésnek örvendett. 1690-ben nemesi (asztalnoki) rangot kapott a császártól. 1704. május 3-án halt meg; a salzburgi Szt. Péter temetőben temették el.
Biber hatalmas életművet hagyott az utókorra, egyebek mellett két requiemet, miséket, hegedűszonátákat és asztali zenéket. Legmonumentálisabb műve az 1682-ben, a salzburgi érsekség fennállásának 1100. évfordulójára írott 53 szólamú miséje, a Missa Salzburgiensis.